# 断頭台

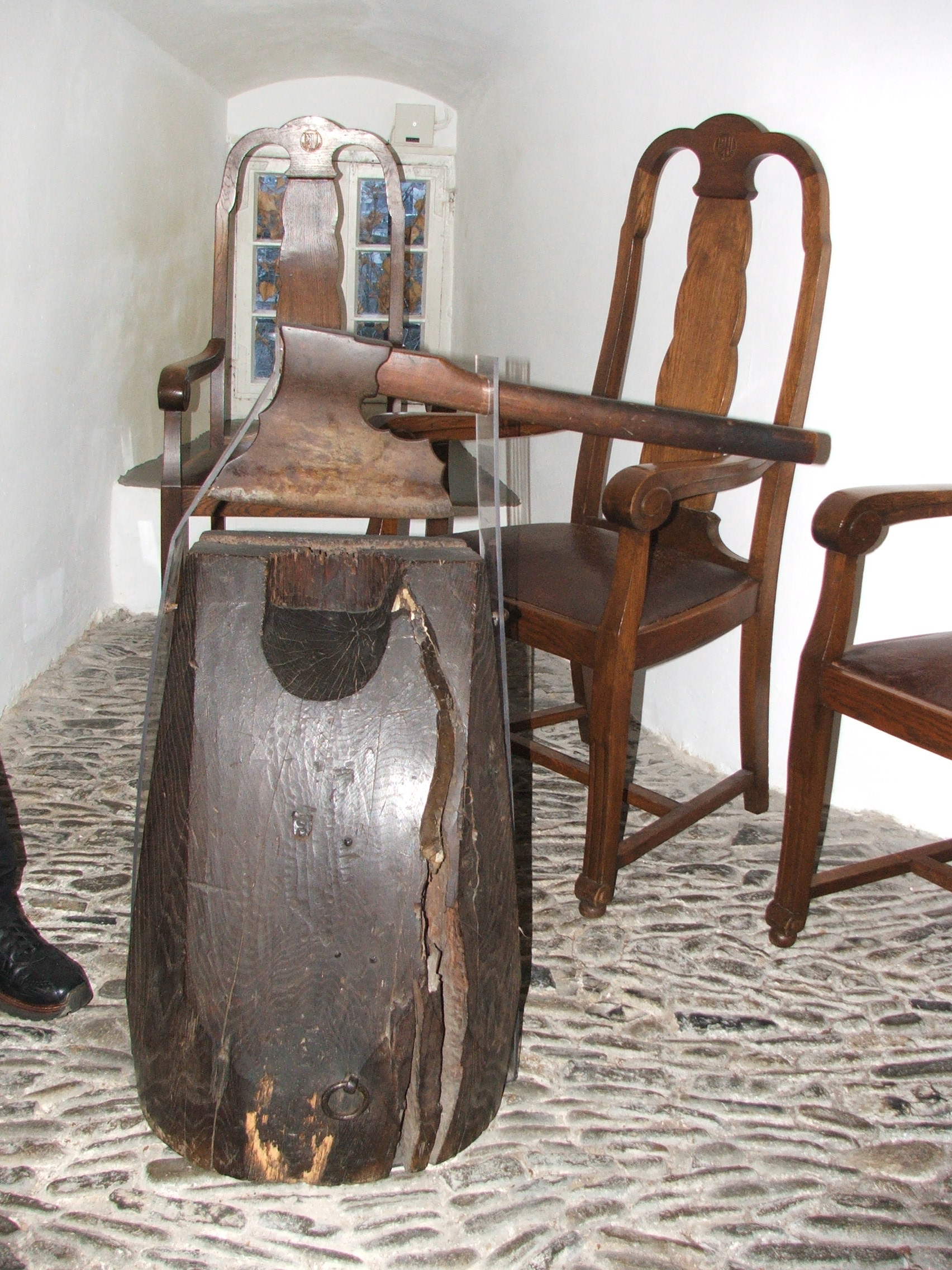
ザウアーラント博物館所蔵の断頭台

断頭台（だんとうだい、ドイツ語: Richtblock）とは、死刑執行人が斬首刑を行う時に使用する木製の台である。時代が進み、ギロチンが導入されるようになると、斧や処刑人の剣と共に使用されなくなり、ギロチンの別名として定着するようになった。

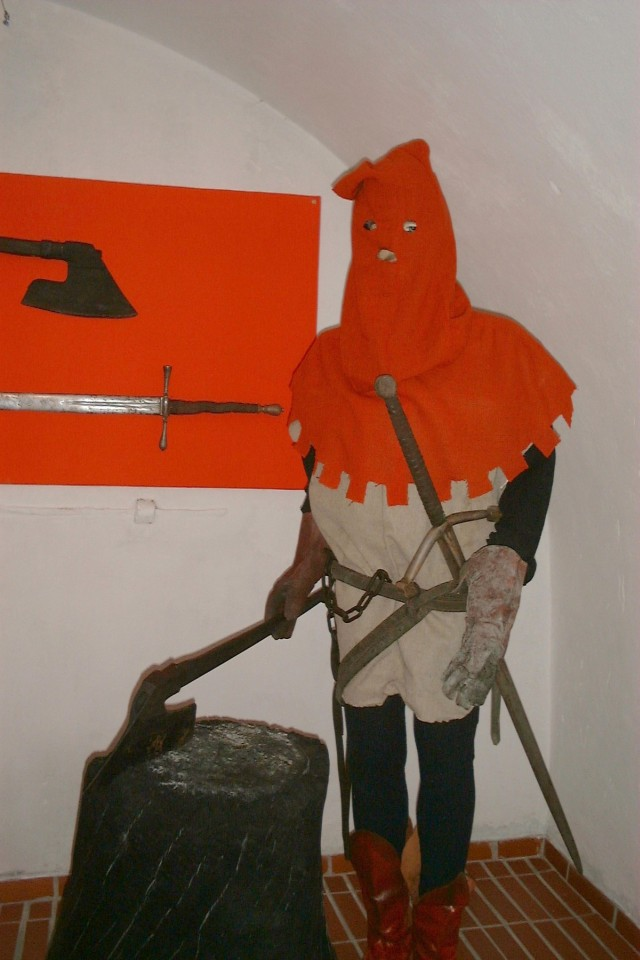
死刑執行人の前にあるのが断頭台

スウェーデンは1902年にギロチンが導入されるまで使用されていた。実際に使用された物のいくつかは現存しておりヨーロッパ各地の博物館などで見ることが出来る。
断頭台には首と頭がすっぽりと入るようにくぼみが設けられており、斧や処刑人の剣で首を切断する時に頭が動かないように固定する役目を果たす。死刑囚を押さえつけて断頭台に固定するのは死刑執行人助手の仕事だった。